# Algonkinowie
Algonkinowie, Algonkini, Algonkini właściwi (fr. Algonquin) – plemię indiańskie zamieszkujące tereny nad rzeką Ottawą w południowej części kanadyjskiej prowincji Quebec. Według informacji z 1669 część Algonkinów weszła w skład plemienia Oneidów. Mówią językiem algonkińskim (algonquin), należącym do algonkiańskiej grupy językowej.